# Zamek Hohenlimburg
Zamek Hohenlimburg (niem. Schloss Hohenlimburg) – zabytkowy zamek w Hohenlimburg, dzielnicy Hagen (Nadrenia Północna-Westfalia).
Zamek został zbudowany w 1240 przez hrabiego Dietricha I von Altena-Isenberg (1215-1301). W czasie wojny trzydziestoletniej warownia była wykorzystywana przez wojska cesarskie jako kwatera. Obecnie objekt jest własnością rodziny von Bentheim-Tecklenburg, potomków hrabiów Altena.

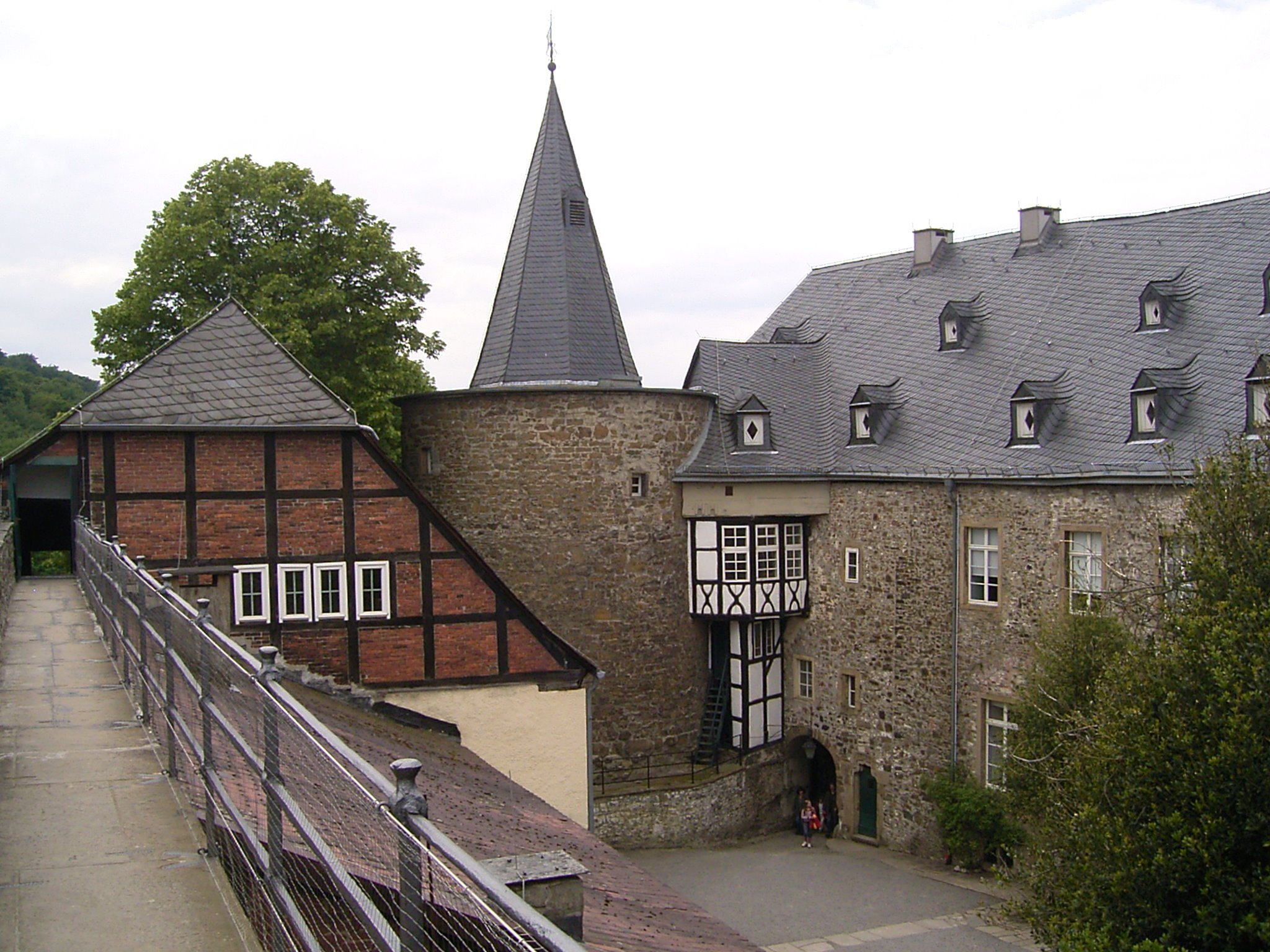
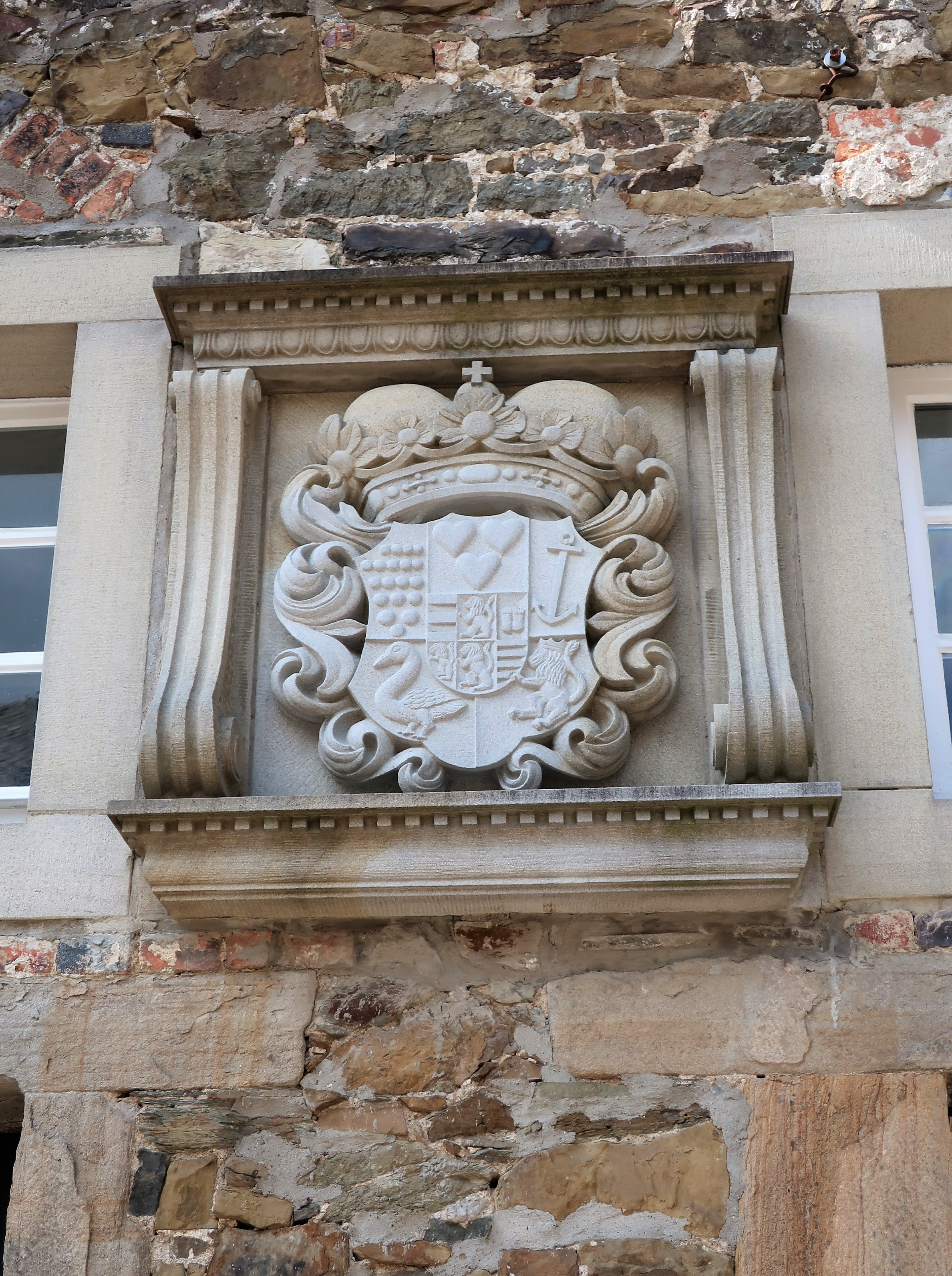
Herb Bentheim-Tecklenburg
Herb Bentheim-Tecklenburg